# Ottova vila (Zbraslav)
Ottova vila byla navržena architektem Otakarem Novotným pro majitele českého nakladatelství Jana Ottu (1841–1916), jehož rodina jezdila (z centra Prahy – z bytu na Václavském náměstí, později v Jungmannově ulici a posléze na Karlově náměstí) na léto na Zbraslav již od roku 1873. Sám Jan Otto na Zbraslav přijížděl za rodinou denně v kočáru obvykle až k večeru. V roce 1909, ve svých 68 letech, nechal Jan Otto postavit na Zbraslavi (v blízkosti dnešního mostu Závodu míru) malebnou vilu (u řeky) obklopenou zahradou.

## Popis vily

### Exteriér
Třípodlažní secesní vila s mansardovou střechou byla postavena v letech 1909–1911 na zahradním pozemku protáhlého tvaru. Ten sahal na svém východním konci až k navigační cestě, která vedla podél břehu Vltavy. V západním průčelí domu byl vytvořen (západní) vchod do vily krytý klenutým loubím. Objekt byl navržen jako letní dům s řadou dekorativních, figurálních a ornamentálních detailů. Jižní průčelí vily bylo lemováno terasou (se vzdušnou pergolou). Tato terasa byla propojena s druhou terasou u východního průčelí. Východní strana vily obsahovala široký vstup se schodištěm vedoucím do zahrady. Na toto „zahradní průčelí“ (hlavní vnější stranu budovy) původně navazovalo stromořadí.

### Interiér
Centrální prostor přízemí vily tvořila patrová sloupová hala, ze které ústila schodiště do nadzemního podlaží. Okna jídelny směřovala do zahrady, kuchyně byla začleněna do suterénu budovy. Přízemí obsahovalo dámský pokoj. Ten byl propojen s pánským pokojem (situován na západ). Ložnice jakož i další obytné místnosti se nacházely v prvním patře vily a také v jejím podkroví.

## Osudy vily
Po smrti Jana Otty v roce 1916 rodina nakladatele Otty dům dále používala až do roku 1920, kdy byla nemovitost odprodána. O 15 let později (1935) získal vilu československý stát. Během druhé světové války byl dům zkonfiskován ve prospěch Velkoněmecké říše. Od 50. let dvacátého století sloužil objekt ministerstvu dopravy a českým drahám jako budova železničního učiliště. Za socialismu vila vyhořela a zchátrala. Ottova vila je památkově chráněna od 7. března 1991. V roce 1995 vilu od města převzali manželé Borensteinovi z Belgie a objekt zrekonstruovali do původní podoby. Záplavy v roce 2002 vilu zatopily (voda dostoupila až k podlaze v přízemí). V roce 2002 byla dokončena rekonstrukce vily soukromým investorem. Nyní je Ottova vila v majetku Městské části Praha-Zbraslav.